# La Chapelle-du-Bois-des-Faulx
La Chapelle-du-Bois-des-Faulx är en kommun i departementet Eure i regionen Normandie i norra Frankrike. Kommunen ligger i kantonen Évreux-Nord som tillhör arrondissementet Évreux. År 2022 hade La Chapelle-du-Bois-des-Faulx 656 invånare.

## Befolkningsutveckling
Antalet invånare i kommunen La Chapelle-du-Bois-des-Faulx
Referens:INSEE